# 吉顼
吉顼（？—699年），郡望冯翊池阳（今陕西泾阳西北），洛州河南（河南洛阳）人，武周时期宰相。

## 家世
- 五世祖：吉瞻，宋豫章王国左常侍、给事中、太子左卫率。
- 高祖：吉庆，齐卫军参军、本州从事、骠骑将军、襄州总管。
- 曾祖：吉宁，周司勋上事、东雍州州督、主簿、广汉太守，随信州总管。（吉琯墓志记为吉湛，隋光禄少卿、仪同三司、襄州刺史、会昌伯）
- 祖父：吉愻[1]，字土谦，唐初除骠骑将军，赠涪州刺史。以武德年中薨於长安私第。又赠河兰谯三州诸军事、三州刺史、右骁卫将军、永宁县子
- 父亲：吉文哲，唐归、忠、易三州刺史、汾川男
- 母亲：董氏，狄道郡君[2]

## 生平
吉顼身长七尺，举进士后，累转明堂县尉。万岁通天二年（697年），箕州刺史刘思礼，自称是张憬藏的学生，善于相人，声称洛州录事参军綦连耀名应图谶，有“两角骐麟兒”的符命。被时任明堂尉的吉顼告发，但自己也差点被来俊臣所害，武则天将案件交给武懿宗与吉顼审讯。两人诱导刘思礼，让他牵引大量官员，就可以保全自己的性命。刘思礼于是将凤阁侍郎李元素、夏官侍郎孙元通、天官侍郎刘奇、石抱忠、凤阁舍人王处、来庭、主簿柳璆、给事中周潘、泾州刺史王勔、监察御史王助、司议郎路敬淳、司门员外郎刘慎之、右司员外郎宇文全志等三十六人牵连进此案，其中多是海内贤士名家，天下人都为他们称冤，受到此案牵连的李元素等人亲戚朋友被贬流放者有千余人。吉顼也因此被擢升为右肃政台御史中丞，深受武则天的恩遇。
698年，后突厥默啜可汗入寇河北赵、定等州。武则天命吉顼检校相州刺史，以隔断突厥南侵之路。但吉顼怕死，以不习武事推辞，武则天无奈，只好安慰说：“贼人要退兵了，只是借着爱卿的威名镇遏地方而已。”
当初太原有个叫温彬茂的术士，在唐高宗时代年老将死时，将一封密信托付给妻子说：“我死后，有垂拱的年号，你就带着这封信到京城去献上，千万不要在现在就打开。”垂拱初年（685年），温妻就将书信献上，信中有预测则天革命及突厥入寇赵、定之事，所以武则天知道突厥至赵州就会退兵。吉顼到相州后，招募士卒，却无人应募。不久赵州人听到皇太子被任命为元帅，于是纷纷前来应募。突厥退兵后，吉顼回朝向武则天报告了此事，武则天很高兴。
圣历二年（699年）二月，吉顼升迁天官（吏部）侍郎、同凤阁鸾台平章事（全衔：朝请大夫天官侍郎同凤阁鸾台平章事左控鹤内供奉），成为宰相。当时张易之、张昌宗兄弟暗示武则天设置控鹤监来监控官员，则天以张易之为控鹤监首领。吉顼素与张易之兄弟亲善，就将吉顼以及殿中少监田归道、凤阁舍人薛稷、正谏大夫员半千、夏官侍郎李迥秀等人引入控鹤监为内供奉，由此吉顼被当时人所议论，认为他与奸人为党。 
吉顼因有口才，容貌俊伟而受到武则天信任，成为心腹大臣。在突厥退兵后，他与武懿宗在殿上争功，武懿宗矮小猥琐，吉顼身材壮伟，语气凌厉，大声呵斥武懿宗，武则天大为不悦，认为吉顼在她面前卑视武氏族人，怎么可以倚靠。就在当年十月，以吉顼之弟曾在突厥入寇期间作过伪官，将吉顼贬为琰川尉，后改安固尉。不久就死了。
唐中宗李显未被立为皇太子时，张易之兄弟曾向吉顼秘密询问自安之策。吉顼让两人支持李显和李旦兄弟，最终李显被立为太子。到唐睿宗即位后，知道了吉顼曾支持李唐皇室的事情，追赠吉顼为左御史台大夫。

## 后代
- 兄弟：吉琚
- 兄弟：吉琯（664年—701年），字叔玉，河内府右果毅都尉、左羽林卫内供奉、灵武军副使，长安元年卒于康州，年三十八[10]。
- 妹妹：吉氏，嫁给李某。神龙元年正月十一日遘疾终於福善里第，春秋廿有七[11]。
- 侄子：吉温，唐玄宗时酷吏
- 侄女：吉氏，武敬一母，孙女武氏为唐玄宗儿子盛王李琦王妃
- 妻子：崔氏，南宫县丞崔敬女[12]。
- 子：吉渾，字玄成，弱冠以左卫长上，补河南府参军，以父之故贬蓬州参军、陵州司户，稍迁荆府士曹，京兆府户曹参军，转洛郊、永宁二县令，拜晋州司马，加朝散大夫、司勋员外郎，迁司勋郎中。卒年四十九。长子吉遵、次子吉遐[13]
- 子：吉濬
- 子：吉深

## 延伸阅读
[在维基数据编辑]
 《舊唐書·卷186上》，出自刘昫《舊唐書》
 《新唐書/卷117》，出自《新唐書》